# Casa Fita (Girona)
La Casa Fita és un edifici del municipi de Girona que forma part de l'Inventari del Patrimoni Arquitectònic de Catalunya.

## Descripció
És un conjunt format per dos edificis diferents. Un és l'habitació, edifici que s'adapta al terreny i al qual s'accedeix per planta superior. Es destaca el treball de les caixes de persiana de formigó, en relleus, així com la costella del porxo d'accés i el vitrall d'entrada. L'altre edifici correspon a la sala de treball, un bloc pur que es recolza sobre el mur de contenció de separació de les dues parcel·les (habitació i taller), amb poques obertures. La relació amb el terra, ja que l'edifici resta penjat pel desnivell, és de pilars metàl·lics creant un porxo. Sota el porxo hi ha una estàtua de ferro de Sant Andreu o Sant Pere.